# Vita Ansgarii
Vita Ansgarii es un libro biográfico escrito por san Remberto de Bremen. La obra presenta la biografía de san Óscar de Bremen conocido como el Ápostol del Norte, amigo del santo escritor. De igual manera muestra la influencia política de los Carolingios y los enfrentamientos entre los pueblos daneses y suecos. Describe los ritos de los pueblos nórdicos al echar la suerte con las runas. El libro es pastoral al dar los detalles de la misión de san Óscar en los pueblos de Dinamarca.